# Pietro Romani

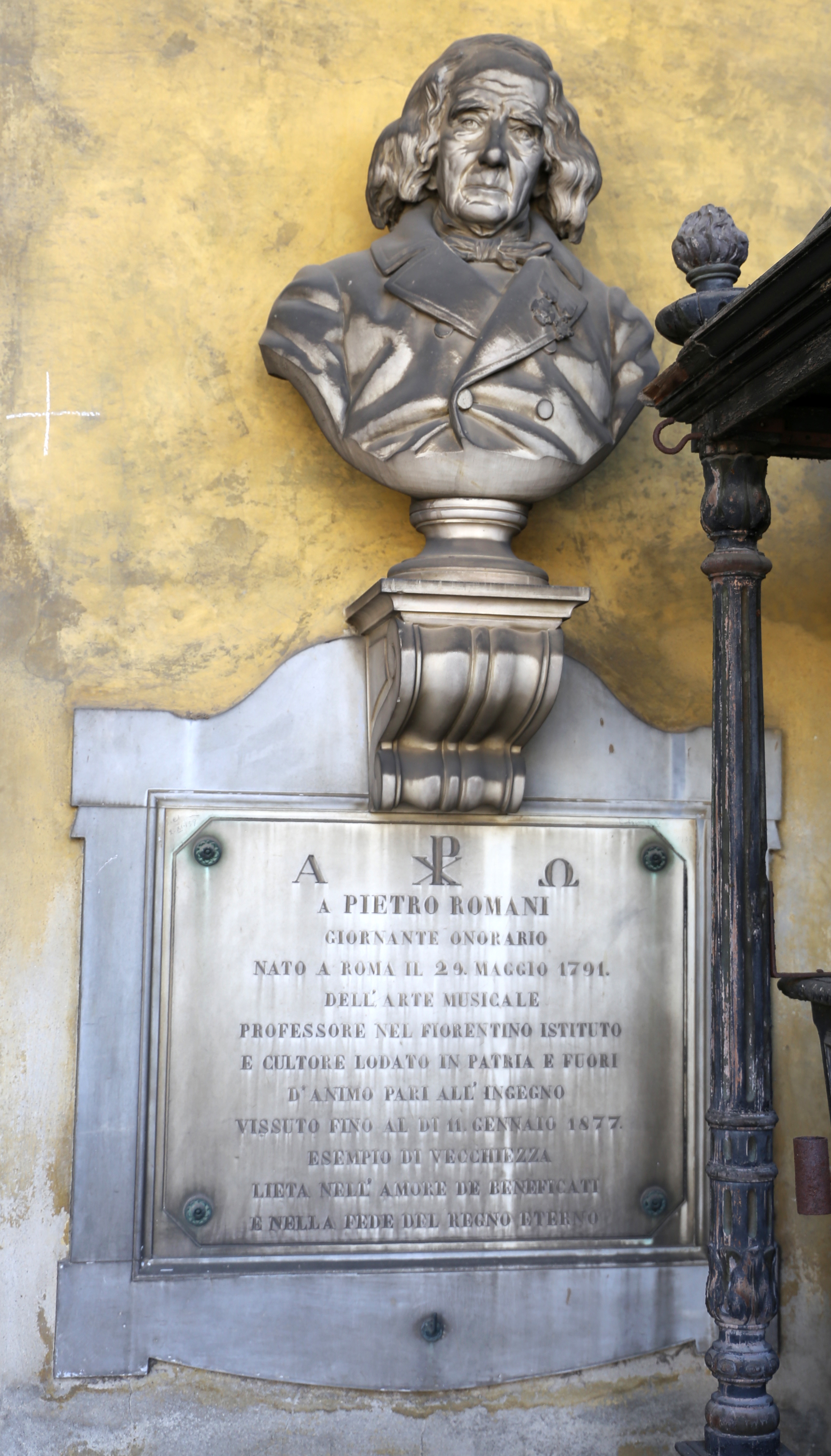
Pietro Romani

Pietro Romani (n. 29 mai 1791, Roma — 11 ianuarie 1877, Florența) a fost un compozitor de operă italian.

## Lista operelor
- 1817 -- Il qui pro quo, premiera la Roma
- 1823 -- Carlo Magno, premiera la Florența